# جانيس دين
جانيس دين هي عالمة أرصاد كندية، ولدت في 9 مايو 1970 في تورونتو في كندا.